# Cynomops kuizha
Cynomops kuizha  — вид рукокрилих ссавців родини молосових (Molossidae). Описаний у 2021 році.

## Назва
Видова назва kuizha походить від слова, що з мови ава-піт перекладається як «собака», оскільки представників роду Cynomops називають «собакомордими кажанами».

## Поширення
Вид поширений на північно-західних схилах Альп. Трапляється на заході Колумбії, заході Еквадору та на північному заході Перу.